# Renault Talisman (Europa)
Renault Talisman – samochód osobowy klasy średniej produkowany pod francuską marką Renault w latach 2015–2024.

## Historia i opis modelu

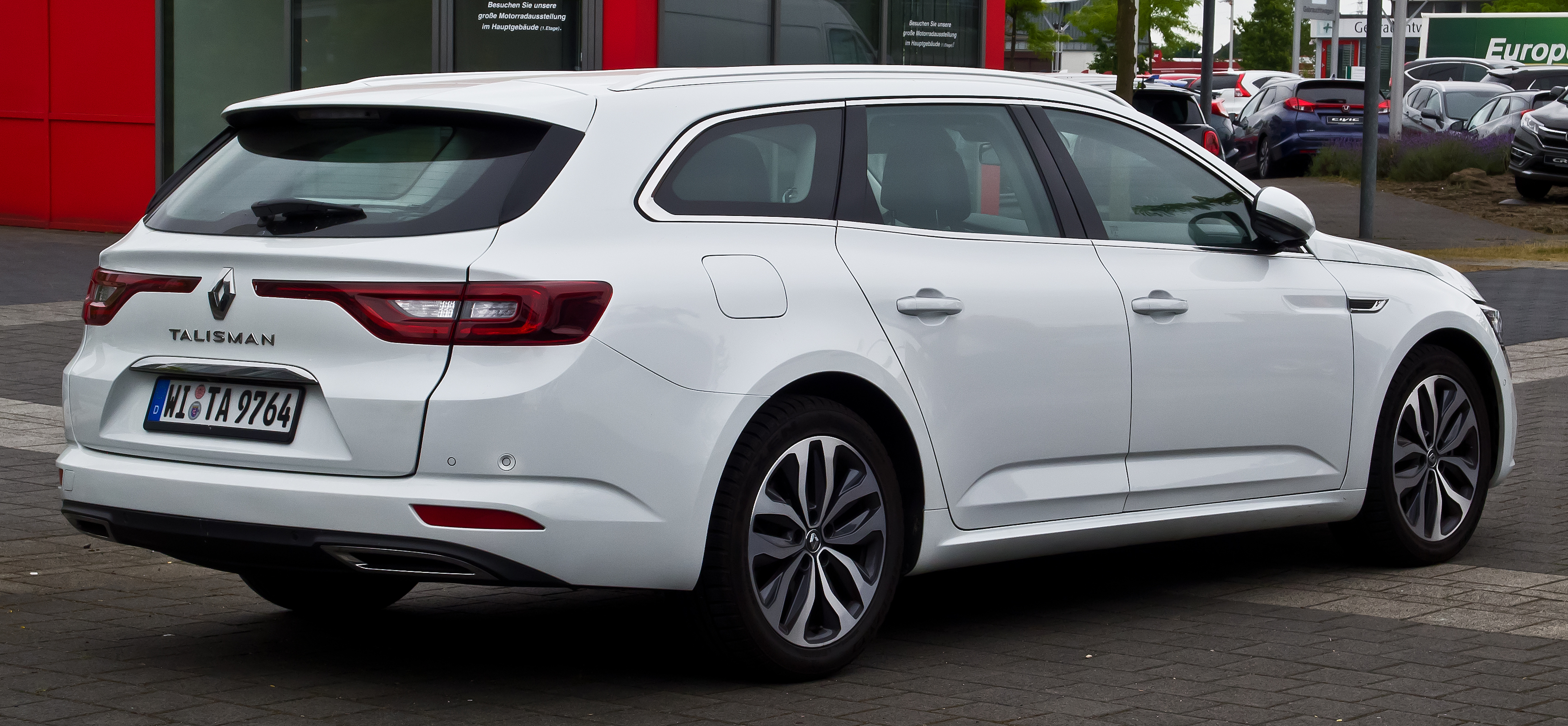
Renault Talisman Grandtour – tył

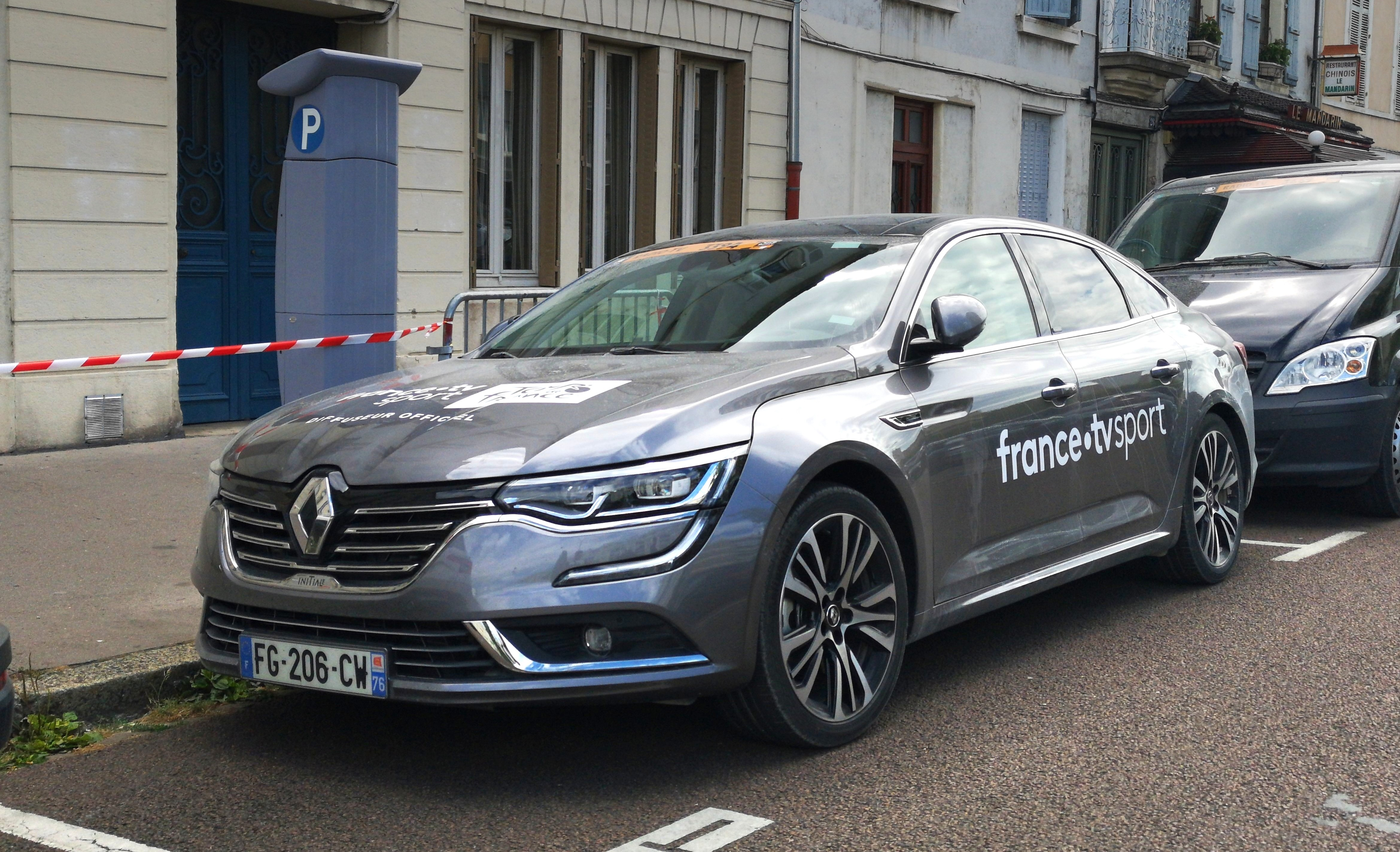
Renault Talisman Sedan

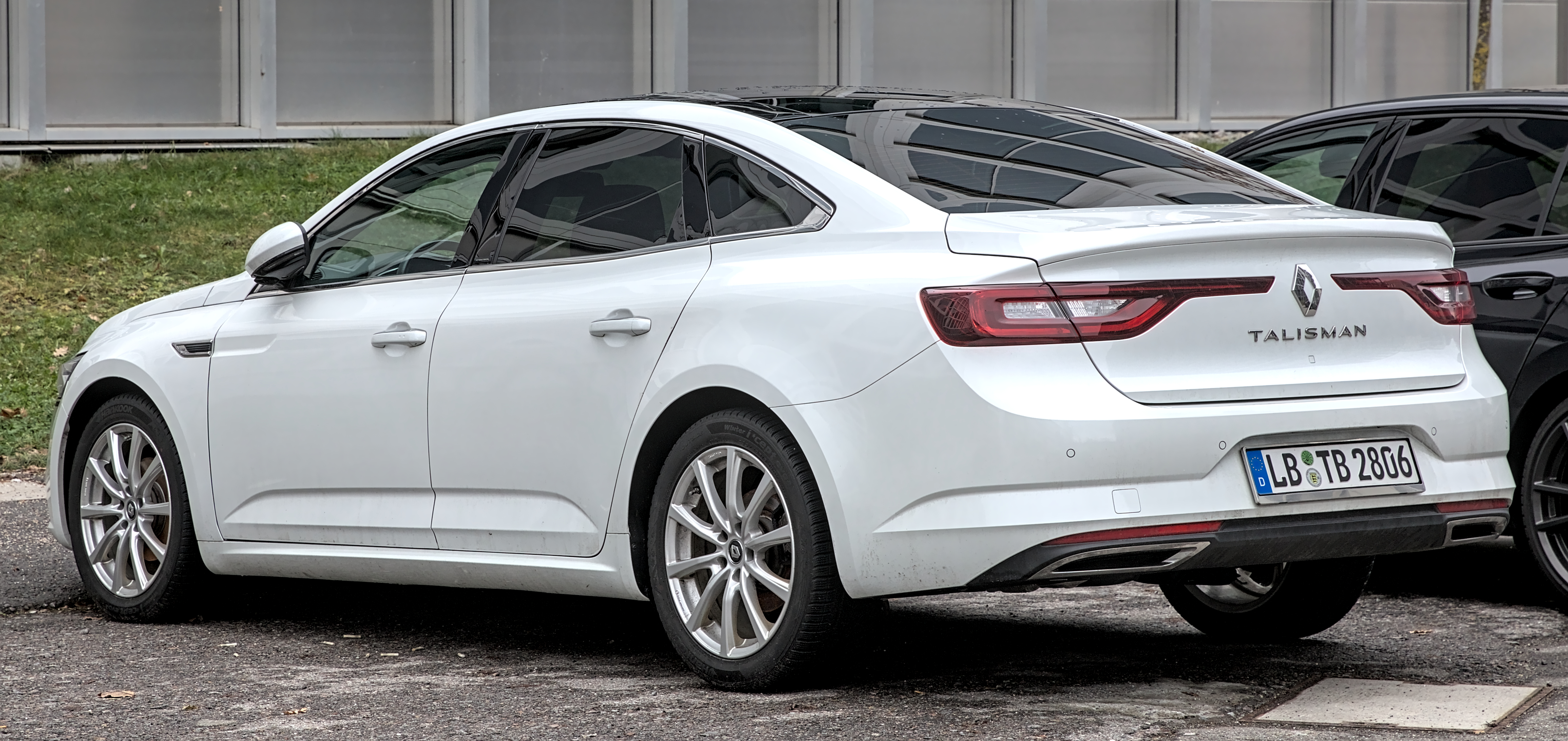
Renault Talisman Sedan - tył

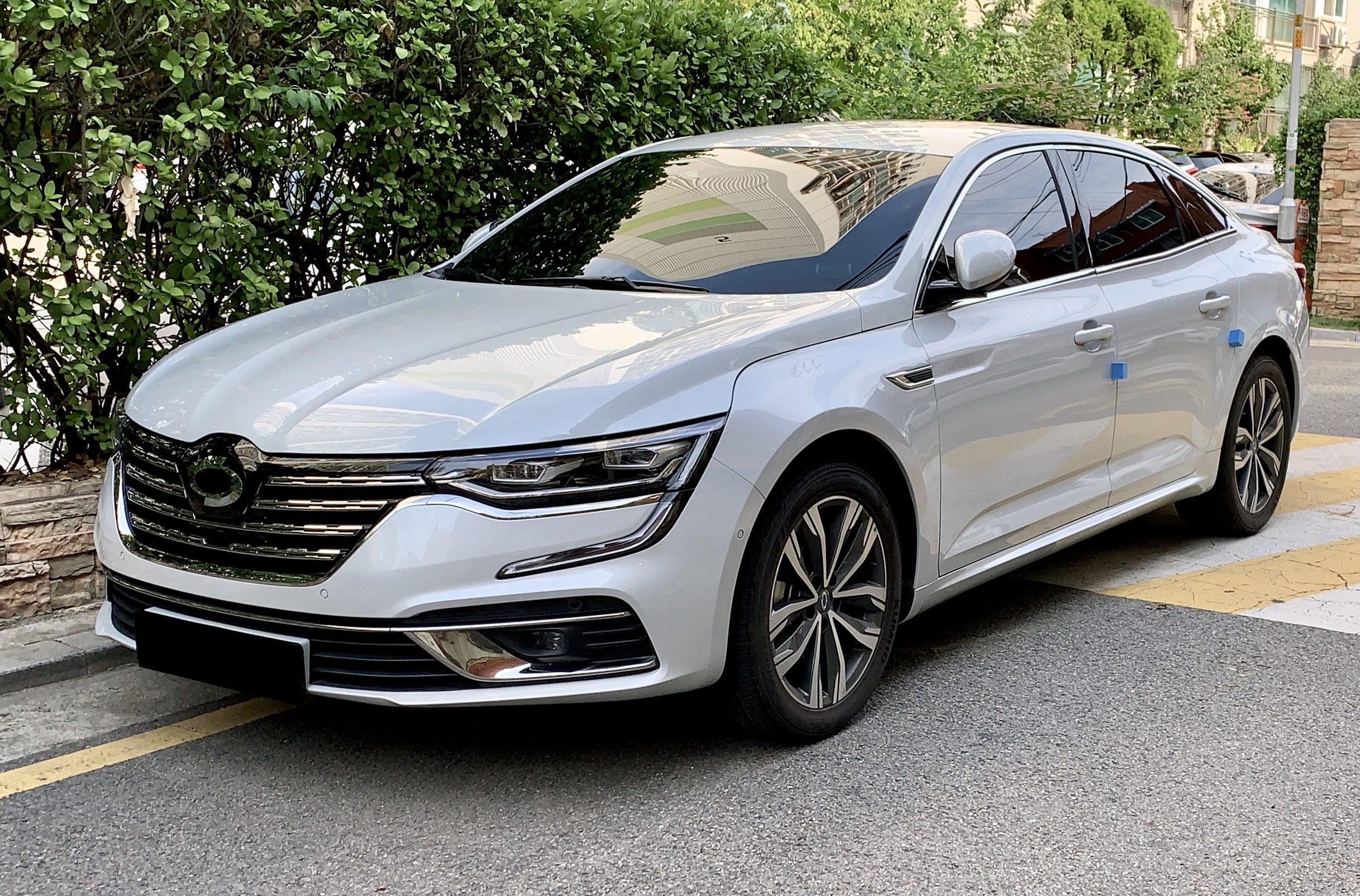
południowokoreański Samsung SM6

Samochód został po raz pierwszy zaprezentowany w lipcu 2015 roku jako nowy model klasy średniej będący jednocześnie następcą dwóch dotychczasowych pojazdów w tej klasie: Laguny i Latitude. Samochód utrzymano w nowej estetyce producenta, wyróżniając się masywną sylwetką z dużą powierzchnią przeszkloną i licznymi chromwanymi akcentami. Pas przedni przyozdobiło duże logo marki z chromowaną atrapą chłodnicy, a także duże reflektory z ledowymi światłami do jazdy dziennej w kształcie litery C. Tylną część nadwozia wyróżniły z kolei wąskie, rozciągające się na całą szerokość nadwozia lampy z charakterystycznymi pasami diod łączącymi się w centralnym punkcie klapy bagażnika.
Podczas targów motoryzacyjnych we Frankfurcie w 2015 roku miała miejsce prezentacja dwóch wersji nadwoziowych: sedan oraz kombi o nazwie Grandtour.

### Lifting
W 2020 roku model przeszedł restylizację nadwozia. Wprowadzono m.in. nową atrapę chłodnicy i zderzak przedni, wprowadzono zmodyfikowane reflektory z pełnymi światłami LED Matrix, oraz dodano nowe kolory nadwozia i wzory alufelg. We wnętrzu wprowadzono nowe chromowane wykończenie konsoli środkowej z wbudowanym nastrojowym podświetleniem, dodano ładowarkę bezprzewodową do smartfona i osobny wyświetlacz do regulacji temperatury. Na pokładzie znalazł się także nowy system multimedialny, nowe koło kierownicy i większy wyświetlacz w miejscu zegarów za kierownicą. Największą nowością było zastosowanie w Talismanie systemów jazdy autonomicznej.

### Sprzedaż
W 2016 roku rozpoczęła się produkcja Talismana także w Korei Południowej pod bratnią marką Samsung, gdzie pojazd współtworzy jej lokalną gamę pod nazwą Samsung SM6. Różnice wizualne ograniczają się jedynie do innych oznaczeń modelu i producenta. Na tamtejszym rynku ofertę utworzyła wyłącznie 4-drzwiowa odmiana sedan.
W maju 2020 roku w mediach pojawiły się informacje o objęciu Talismana planem redukcji gamy modelowej o niszowe i tracące na popularności konstrukcje wraz ze Scenikiem i Espace'm. W konsekwencji rekordowo niskiej sprzedaży, nieprzekraczającej 6000 sztuk rocznie w ostatnich latach obecności na rynku, producent zakończył produkcję Talismana w pierwszym kwartale 2022 roku i na stałe wycofał się z obecności w klasie średniej. Po tej operacji, samochód pozostał w produkcji tylko na rynku południowokoreańskim jeszcze do 2024 roku, gdzie w 2024 roku zmienił nazwę na Renault SM6. Tymczasem w Europie następcą Talismana został duży SUV Renault Rafale.

### Wersje wyposażenia[11]
- Business
- ZEN
- Limited
- Intens
- S-edition
- Initiale Paris

Standardowe wyposażenie podstawowej wersji pojazdu - Business obejmuje m.in. 6 poduszek powietrznych, elektryczne wspomaganie kierownicy, komputer pokładowy, czujniki parkowania tylne, światła do jazdy dziennej LED i przeciwmgielne, tempomat, kierownicę obszytą skórą, elektrycznie sterowane i podgrzewane lusterka boczne, dwustrefową klimatyzację automatyczną, elektrycznie regulowane szyby przednie i tylne, oraz radio cyfrowe DAB z ekranem 4,2 cala i Bluetooth.  
Bogatsza wersja Limited dodatkowo wyposażona jest w m.in. czujniki parkowania przednie, elektrycznie składane lusterka boczne, aluminiowe felgi 17 cali, tapicerkę półskórzaną, oraz system multimedialny R-LINK z ekranem dotykowym 7 cali i nawigacją GPS.  
Kolejna w hierarchii wersja - Intens dodatkowo została wyposażona w m.in. automatyczne światła drogowe, asystenta zmiany pasa ruchu, system rozpoznawania znaków drogowych, pełne światła LED przednie i tylne, aluminiowe felgi 18 cali, oraz system multimedialny R-LINK z ekranem dotykowym 8,7 cali i nawigacją GPS.  
Topowa, ekskluzywna wersja Initiale Paris została ponadto wyposażona w m.in. system 4Control, system zmiennej, regulowanej sile tłumienia amortyzatorów, adaptacyjny tempomat, system kontroli martwego pola, kamerę cofania, elektrycznie otwieraną klapę bagażnika, elektrycznie regulowane, podgrzewane i wentylowane fotele przednie, 19 calowe felgi aluminiowe, emblematy Initiale Paris (m.in. na atrapie chłodnicy), tapicerkę skórzaną i nagłośnienie Bose Surround Sound System.  
Dostępna jest także wersja S-edition. Jej wyposażenie obejmuje m.in. specjalne emblematy, system 4Control i 19 calowe felgi aluminiowe. Cenowo mieści się między wersją Intens a Initiale Paris.  
W zależności od wersji wyposażenia samochód opcjonalnie doposażyć można w m.in. system wspomagania parkowania EasyPark, panoramiczny szklany dach otwierany elektrycznie, lakier metalizowany, podgrzewaną kierownicę i spryskiwacze reflektorów. 

### Silniki
Benzynowe:
- R4 1.6 TCe 150 KM
- R4 1.3 TCe 160 KM
- R4 1.6 TCe 200 KM
- R4 1.8 TCe 225 KM (do 2020 roku)

Wysokoprężne:
- R4 1.5 dCi 110 KM
- R4 1.6 dCi 130 KM
- R4 1.6 dCi 160 KM
- R4 1.7 dCi 120 KM
- R4 1.7 dCi 150 KM
- R4 2.0 dCi 160 KM
- R4 2.0 dCi 190 KM
- R4 2.0 dCi 200 KM